# Johan Scheel
Johan Scheel (Christiania, 26 dicembre 1889 – Oslo, 4 dicembre 1958) è stato un compositore di scacchi norvegese.
Ha composto circa 750 problemi, la maggior parte diretti in tre mosse. È stato un rappresentante della scuola boema di composizione, con chiavi nascoste, continuazioni tranquille e posizioni di matto di tipo classico. Vincitore di una ottantina di premi e distinzioni, tra i quali 18 primi premi.
Giudice internazionale della composizione dal 1956.
Ha pubblicato il libro « 200 Schakopgaver » , una raccolta di suoi problemi (Christiania, 1924).
Due sue composizioni:
|   | a | b | c | d | e | f | g | h |   |
| 8 | d8 cavallo del nero · b7 pedone del nero · f7 pedone del nero · d6 re del bianco · f6 pedone del nero · b5 pedone del nero · e5 pedone del nero · c4 pedone del nero · e4 donna del bianco · f4 pedone del nero · b2 re del nero · c2 alfiere del bianco · d2 pedone del bianco · h2 torre del bianco · e1 torre del bianco | d8 cavallo del nero · b7 pedone del nero · f7 pedone del nero · d6 re del bianco · f6 pedone del nero · b5 pedone del nero · e5 pedone del nero · c4 pedone del nero · e4 donna del bianco · f4 pedone del nero · b2 re del nero · c2 alfiere del bianco · d2 pedone del bianco · h2 torre del bianco · e1 torre del bianco | d8 cavallo del nero · b7 pedone del nero · f7 pedone del nero · d6 re del bianco · f6 pedone del nero · b5 pedone del nero · e5 pedone del nero · c4 pedone del nero · e4 donna del bianco · f4 pedone del nero · b2 re del nero · c2 alfiere del bianco · d2 pedone del bianco · h2 torre del bianco · e1 torre del bianco | d8 cavallo del nero · b7 pedone del nero · f7 pedone del nero · d6 re del bianco · f6 pedone del nero · b5 pedone del nero · e5 pedone del nero · c4 pedone del nero · e4 donna del bianco · f4 pedone del nero · b2 re del nero · c2 alfiere del bianco · d2 pedone del bianco · h2 torre del bianco · e1 torre del bianco | d8 cavallo del nero · b7 pedone del nero · f7 pedone del nero · d6 re del bianco · f6 pedone del nero · b5 pedone del nero · e5 pedone del nero · c4 pedone del nero · e4 donna del bianco · f4 pedone del nero · b2 re del nero · c2 alfiere del bianco · d2 pedone del bianco · h2 torre del bianco · e1 torre del bianco | d8 cavallo del nero · b7 pedone del nero · f7 pedone del nero · d6 re del bianco · f6 pedone del nero · b5 pedone del nero · e5 pedone del nero · c4 pedone del nero · e4 donna del bianco · f4 pedone del nero · b2 re del nero · c2 alfiere del bianco · d2 pedone del bianco · h2 torre del bianco · e1 torre del bianco | d8 cavallo del nero · b7 pedone del nero · f7 pedone del nero · d6 re del bianco · f6 pedone del nero · b5 pedone del nero · e5 pedone del nero · c4 pedone del nero · e4 donna del bianco · f4 pedone del nero · b2 re del nero · c2 alfiere del bianco · d2 pedone del bianco · h2 torre del bianco · e1 torre del bianco | d8 cavallo del nero · b7 pedone del nero · f7 pedone del nero · d6 re del bianco · f6 pedone del nero · b5 pedone del nero · e5 pedone del nero · c4 pedone del nero · e4 donna del bianco · f4 pedone del nero · b2 re del nero · c2 alfiere del bianco · d2 pedone del bianco · h2 torre del bianco · e1 torre del bianco | 8 |
| 7 | d8 cavallo del nero · b7 pedone del nero · f7 pedone del nero · d6 re del bianco · f6 pedone del nero · b5 pedone del nero · e5 pedone del nero · c4 pedone del nero · e4 donna del bianco · f4 pedone del nero · b2 re del nero · c2 alfiere del bianco · d2 pedone del bianco · h2 torre del bianco · e1 torre del bianco | d8 cavallo del nero · b7 pedone del nero · f7 pedone del nero · d6 re del bianco · f6 pedone del nero · b5 pedone del nero · e5 pedone del nero · c4 pedone del nero · e4 donna del bianco · f4 pedone del nero · b2 re del nero · c2 alfiere del bianco · d2 pedone del bianco · h2 torre del bianco · e1 torre del bianco | d8 cavallo del nero · b7 pedone del nero · f7 pedone del nero · d6 re del bianco · f6 pedone del nero · b5 pedone del nero · e5 pedone del nero · c4 pedone del nero · e4 donna del bianco · f4 pedone del nero · b2 re del nero · c2 alfiere del bianco · d2 pedone del bianco · h2 torre del bianco · e1 torre del bianco | d8 cavallo del nero · b7 pedone del nero · f7 pedone del nero · d6 re del bianco · f6 pedone del nero · b5 pedone del nero · e5 pedone del nero · c4 pedone del nero · e4 donna del bianco · f4 pedone del nero · b2 re del nero · c2 alfiere del bianco · d2 pedone del bianco · h2 torre del bianco · e1 torre del bianco | d8 cavallo del nero · b7 pedone del nero · f7 pedone del nero · d6 re del bianco · f6 pedone del nero · b5 pedone del nero · e5 pedone del nero · c4 pedone del nero · e4 donna del bianco · f4 pedone del nero · b2 re del nero · c2 alfiere del bianco · d2 pedone del bianco · h2 torre del bianco · e1 torre del bianco | d8 cavallo del nero · b7 pedone del nero · f7 pedone del nero · d6 re del bianco · f6 pedone del nero · b5 pedone del nero · e5 pedone del nero · c4 pedone del nero · e4 donna del bianco · f4 pedone del nero · b2 re del nero · c2 alfiere del bianco · d2 pedone del bianco · h2 torre del bianco · e1 torre del bianco | d8 cavallo del nero · b7 pedone del nero · f7 pedone del nero · d6 re del bianco · f6 pedone del nero · b5 pedone del nero · e5 pedone del nero · c4 pedone del nero · e4 donna del bianco · f4 pedone del nero · b2 re del nero · c2 alfiere del bianco · d2 pedone del bianco · h2 torre del bianco · e1 torre del bianco | d8 cavallo del nero · b7 pedone del nero · f7 pedone del nero · d6 re del bianco · f6 pedone del nero · b5 pedone del nero · e5 pedone del nero · c4 pedone del nero · e4 donna del bianco · f4 pedone del nero · b2 re del nero · c2 alfiere del bianco · d2 pedone del bianco · h2 torre del bianco · e1 torre del bianco | 7 |
| 6 | d8 cavallo del nero · b7 pedone del nero · f7 pedone del nero · d6 re del bianco · f6 pedone del nero · b5 pedone del nero · e5 pedone del nero · c4 pedone del nero · e4 donna del bianco · f4 pedone del nero · b2 re del nero · c2 alfiere del bianco · d2 pedone del bianco · h2 torre del bianco · e1 torre del bianco | d8 cavallo del nero · b7 pedone del nero · f7 pedone del nero · d6 re del bianco · f6 pedone del nero · b5 pedone del nero · e5 pedone del nero · c4 pedone del nero · e4 donna del bianco · f4 pedone del nero · b2 re del nero · c2 alfiere del bianco · d2 pedone del bianco · h2 torre del bianco · e1 torre del bianco | d8 cavallo del nero · b7 pedone del nero · f7 pedone del nero · d6 re del bianco · f6 pedone del nero · b5 pedone del nero · e5 pedone del nero · c4 pedone del nero · e4 donna del bianco · f4 pedone del nero · b2 re del nero · c2 alfiere del bianco · d2 pedone del bianco · h2 torre del bianco · e1 torre del bianco | d8 cavallo del nero · b7 pedone del nero · f7 pedone del nero · d6 re del bianco · f6 pedone del nero · b5 pedone del nero · e5 pedone del nero · c4 pedone del nero · e4 donna del bianco · f4 pedone del nero · b2 re del nero · c2 alfiere del bianco · d2 pedone del bianco · h2 torre del bianco · e1 torre del bianco | d8 cavallo del nero · b7 pedone del nero · f7 pedone del nero · d6 re del bianco · f6 pedone del nero · b5 pedone del nero · e5 pedone del nero · c4 pedone del nero · e4 donna del bianco · f4 pedone del nero · b2 re del nero · c2 alfiere del bianco · d2 pedone del bianco · h2 torre del bianco · e1 torre del bianco | d8 cavallo del nero · b7 pedone del nero · f7 pedone del nero · d6 re del bianco · f6 pedone del nero · b5 pedone del nero · e5 pedone del nero · c4 pedone del nero · e4 donna del bianco · f4 pedone del nero · b2 re del nero · c2 alfiere del bianco · d2 pedone del bianco · h2 torre del bianco · e1 torre del bianco | d8 cavallo del nero · b7 pedone del nero · f7 pedone del nero · d6 re del bianco · f6 pedone del nero · b5 pedone del nero · e5 pedone del nero · c4 pedone del nero · e4 donna del bianco · f4 pedone del nero · b2 re del nero · c2 alfiere del bianco · d2 pedone del bianco · h2 torre del bianco · e1 torre del bianco | d8 cavallo del nero · b7 pedone del nero · f7 pedone del nero · d6 re del bianco · f6 pedone del nero · b5 pedone del nero · e5 pedone del nero · c4 pedone del nero · e4 donna del bianco · f4 pedone del nero · b2 re del nero · c2 alfiere del bianco · d2 pedone del bianco · h2 torre del bianco · e1 torre del bianco | 6 |
| 5 | d8 cavallo del nero · b7 pedone del nero · f7 pedone del nero · d6 re del bianco · f6 pedone del nero · b5 pedone del nero · e5 pedone del nero · c4 pedone del nero · e4 donna del bianco · f4 pedone del nero · b2 re del nero · c2 alfiere del bianco · d2 pedone del bianco · h2 torre del bianco · e1 torre del bianco | d8 cavallo del nero · b7 pedone del nero · f7 pedone del nero · d6 re del bianco · f6 pedone del nero · b5 pedone del nero · e5 pedone del nero · c4 pedone del nero · e4 donna del bianco · f4 pedone del nero · b2 re del nero · c2 alfiere del bianco · d2 pedone del bianco · h2 torre del bianco · e1 torre del bianco | d8 cavallo del nero · b7 pedone del nero · f7 pedone del nero · d6 re del bianco · f6 pedone del nero · b5 pedone del nero · e5 pedone del nero · c4 pedone del nero · e4 donna del bianco · f4 pedone del nero · b2 re del nero · c2 alfiere del bianco · d2 pedone del bianco · h2 torre del bianco · e1 torre del bianco | d8 cavallo del nero · b7 pedone del nero · f7 pedone del nero · d6 re del bianco · f6 pedone del nero · b5 pedone del nero · e5 pedone del nero · c4 pedone del nero · e4 donna del bianco · f4 pedone del nero · b2 re del nero · c2 alfiere del bianco · d2 pedone del bianco · h2 torre del bianco · e1 torre del bianco | d8 cavallo del nero · b7 pedone del nero · f7 pedone del nero · d6 re del bianco · f6 pedone del nero · b5 pedone del nero · e5 pedone del nero · c4 pedone del nero · e4 donna del bianco · f4 pedone del nero · b2 re del nero · c2 alfiere del bianco · d2 pedone del bianco · h2 torre del bianco · e1 torre del bianco | d8 cavallo del nero · b7 pedone del nero · f7 pedone del nero · d6 re del bianco · f6 pedone del nero · b5 pedone del nero · e5 pedone del nero · c4 pedone del nero · e4 donna del bianco · f4 pedone del nero · b2 re del nero · c2 alfiere del bianco · d2 pedone del bianco · h2 torre del bianco · e1 torre del bianco | d8 cavallo del nero · b7 pedone del nero · f7 pedone del nero · d6 re del bianco · f6 pedone del nero · b5 pedone del nero · e5 pedone del nero · c4 pedone del nero · e4 donna del bianco · f4 pedone del nero · b2 re del nero · c2 alfiere del bianco · d2 pedone del bianco · h2 torre del bianco · e1 torre del bianco | d8 cavallo del nero · b7 pedone del nero · f7 pedone del nero · d6 re del bianco · f6 pedone del nero · b5 pedone del nero · e5 pedone del nero · c4 pedone del nero · e4 donna del bianco · f4 pedone del nero · b2 re del nero · c2 alfiere del bianco · d2 pedone del bianco · h2 torre del bianco · e1 torre del bianco | 5 |
| 4 | d8 cavallo del nero · b7 pedone del nero · f7 pedone del nero · d6 re del bianco · f6 pedone del nero · b5 pedone del nero · e5 pedone del nero · c4 pedone del nero · e4 donna del bianco · f4 pedone del nero · b2 re del nero · c2 alfiere del bianco · d2 pedone del bianco · h2 torre del bianco · e1 torre del bianco | d8 cavallo del nero · b7 pedone del nero · f7 pedone del nero · d6 re del bianco · f6 pedone del nero · b5 pedone del nero · e5 pedone del nero · c4 pedone del nero · e4 donna del bianco · f4 pedone del nero · b2 re del nero · c2 alfiere del bianco · d2 pedone del bianco · h2 torre del bianco · e1 torre del bianco | d8 cavallo del nero · b7 pedone del nero · f7 pedone del nero · d6 re del bianco · f6 pedone del nero · b5 pedone del nero · e5 pedone del nero · c4 pedone del nero · e4 donna del bianco · f4 pedone del nero · b2 re del nero · c2 alfiere del bianco · d2 pedone del bianco · h2 torre del bianco · e1 torre del bianco | d8 cavallo del nero · b7 pedone del nero · f7 pedone del nero · d6 re del bianco · f6 pedone del nero · b5 pedone del nero · e5 pedone del nero · c4 pedone del nero · e4 donna del bianco · f4 pedone del nero · b2 re del nero · c2 alfiere del bianco · d2 pedone del bianco · h2 torre del bianco · e1 torre del bianco | d8 cavallo del nero · b7 pedone del nero · f7 pedone del nero · d6 re del bianco · f6 pedone del nero · b5 pedone del nero · e5 pedone del nero · c4 pedone del nero · e4 donna del bianco · f4 pedone del nero · b2 re del nero · c2 alfiere del bianco · d2 pedone del bianco · h2 torre del bianco · e1 torre del bianco | d8 cavallo del nero · b7 pedone del nero · f7 pedone del nero · d6 re del bianco · f6 pedone del nero · b5 pedone del nero · e5 pedone del nero · c4 pedone del nero · e4 donna del bianco · f4 pedone del nero · b2 re del nero · c2 alfiere del bianco · d2 pedone del bianco · h2 torre del bianco · e1 torre del bianco | d8 cavallo del nero · b7 pedone del nero · f7 pedone del nero · d6 re del bianco · f6 pedone del nero · b5 pedone del nero · e5 pedone del nero · c4 pedone del nero · e4 donna del bianco · f4 pedone del nero · b2 re del nero · c2 alfiere del bianco · d2 pedone del bianco · h2 torre del bianco · e1 torre del bianco | d8 cavallo del nero · b7 pedone del nero · f7 pedone del nero · d6 re del bianco · f6 pedone del nero · b5 pedone del nero · e5 pedone del nero · c4 pedone del nero · e4 donna del bianco · f4 pedone del nero · b2 re del nero · c2 alfiere del bianco · d2 pedone del bianco · h2 torre del bianco · e1 torre del bianco | 4 |
| 3 | d8 cavallo del nero · b7 pedone del nero · f7 pedone del nero · d6 re del bianco · f6 pedone del nero · b5 pedone del nero · e5 pedone del nero · c4 pedone del nero · e4 donna del bianco · f4 pedone del nero · b2 re del nero · c2 alfiere del bianco · d2 pedone del bianco · h2 torre del bianco · e1 torre del bianco | d8 cavallo del nero · b7 pedone del nero · f7 pedone del nero · d6 re del bianco · f6 pedone del nero · b5 pedone del nero · e5 pedone del nero · c4 pedone del nero · e4 donna del bianco · f4 pedone del nero · b2 re del nero · c2 alfiere del bianco · d2 pedone del bianco · h2 torre del bianco · e1 torre del bianco | d8 cavallo del nero · b7 pedone del nero · f7 pedone del nero · d6 re del bianco · f6 pedone del nero · b5 pedone del nero · e5 pedone del nero · c4 pedone del nero · e4 donna del bianco · f4 pedone del nero · b2 re del nero · c2 alfiere del bianco · d2 pedone del bianco · h2 torre del bianco · e1 torre del bianco | d8 cavallo del nero · b7 pedone del nero · f7 pedone del nero · d6 re del bianco · f6 pedone del nero · b5 pedone del nero · e5 pedone del nero · c4 pedone del nero · e4 donna del bianco · f4 pedone del nero · b2 re del nero · c2 alfiere del bianco · d2 pedone del bianco · h2 torre del bianco · e1 torre del bianco | d8 cavallo del nero · b7 pedone del nero · f7 pedone del nero · d6 re del bianco · f6 pedone del nero · b5 pedone del nero · e5 pedone del nero · c4 pedone del nero · e4 donna del bianco · f4 pedone del nero · b2 re del nero · c2 alfiere del bianco · d2 pedone del bianco · h2 torre del bianco · e1 torre del bianco | d8 cavallo del nero · b7 pedone del nero · f7 pedone del nero · d6 re del bianco · f6 pedone del nero · b5 pedone del nero · e5 pedone del nero · c4 pedone del nero · e4 donna del bianco · f4 pedone del nero · b2 re del nero · c2 alfiere del bianco · d2 pedone del bianco · h2 torre del bianco · e1 torre del bianco | d8 cavallo del nero · b7 pedone del nero · f7 pedone del nero · d6 re del bianco · f6 pedone del nero · b5 pedone del nero · e5 pedone del nero · c4 pedone del nero · e4 donna del bianco · f4 pedone del nero · b2 re del nero · c2 alfiere del bianco · d2 pedone del bianco · h2 torre del bianco · e1 torre del bianco | d8 cavallo del nero · b7 pedone del nero · f7 pedone del nero · d6 re del bianco · f6 pedone del nero · b5 pedone del nero · e5 pedone del nero · c4 pedone del nero · e4 donna del bianco · f4 pedone del nero · b2 re del nero · c2 alfiere del bianco · d2 pedone del bianco · h2 torre del bianco · e1 torre del bianco | 3 |
| 2 | d8 cavallo del nero · b7 pedone del nero · f7 pedone del nero · d6 re del bianco · f6 pedone del nero · b5 pedone del nero · e5 pedone del nero · c4 pedone del nero · e4 donna del bianco · f4 pedone del nero · b2 re del nero · c2 alfiere del bianco · d2 pedone del bianco · h2 torre del bianco · e1 torre del bianco | d8 cavallo del nero · b7 pedone del nero · f7 pedone del nero · d6 re del bianco · f6 pedone del nero · b5 pedone del nero · e5 pedone del nero · c4 pedone del nero · e4 donna del bianco · f4 pedone del nero · b2 re del nero · c2 alfiere del bianco · d2 pedone del bianco · h2 torre del bianco · e1 torre del bianco | d8 cavallo del nero · b7 pedone del nero · f7 pedone del nero · d6 re del bianco · f6 pedone del nero · b5 pedone del nero · e5 pedone del nero · c4 pedone del nero · e4 donna del bianco · f4 pedone del nero · b2 re del nero · c2 alfiere del bianco · d2 pedone del bianco · h2 torre del bianco · e1 torre del bianco | d8 cavallo del nero · b7 pedone del nero · f7 pedone del nero · d6 re del bianco · f6 pedone del nero · b5 pedone del nero · e5 pedone del nero · c4 pedone del nero · e4 donna del bianco · f4 pedone del nero · b2 re del nero · c2 alfiere del bianco · d2 pedone del bianco · h2 torre del bianco · e1 torre del bianco | d8 cavallo del nero · b7 pedone del nero · f7 pedone del nero · d6 re del bianco · f6 pedone del nero · b5 pedone del nero · e5 pedone del nero · c4 pedone del nero · e4 donna del bianco · f4 pedone del nero · b2 re del nero · c2 alfiere del bianco · d2 pedone del bianco · h2 torre del bianco · e1 torre del bianco | d8 cavallo del nero · b7 pedone del nero · f7 pedone del nero · d6 re del bianco · f6 pedone del nero · b5 pedone del nero · e5 pedone del nero · c4 pedone del nero · e4 donna del bianco · f4 pedone del nero · b2 re del nero · c2 alfiere del bianco · d2 pedone del bianco · h2 torre del bianco · e1 torre del bianco | d8 cavallo del nero · b7 pedone del nero · f7 pedone del nero · d6 re del bianco · f6 pedone del nero · b5 pedone del nero · e5 pedone del nero · c4 pedone del nero · e4 donna del bianco · f4 pedone del nero · b2 re del nero · c2 alfiere del bianco · d2 pedone del bianco · h2 torre del bianco · e1 torre del bianco | d8 cavallo del nero · b7 pedone del nero · f7 pedone del nero · d6 re del bianco · f6 pedone del nero · b5 pedone del nero · e5 pedone del nero · c4 pedone del nero · e4 donna del bianco · f4 pedone del nero · b2 re del nero · c2 alfiere del bianco · d2 pedone del bianco · h2 torre del bianco · e1 torre del bianco | 2 |
| 1 | d8 cavallo del nero · b7 pedone del nero · f7 pedone del nero · d6 re del bianco · f6 pedone del nero · b5 pedone del nero · e5 pedone del nero · c4 pedone del nero · e4 donna del bianco · f4 pedone del nero · b2 re del nero · c2 alfiere del bianco · d2 pedone del bianco · h2 torre del bianco · e1 torre del bianco | d8 cavallo del nero · b7 pedone del nero · f7 pedone del nero · d6 re del bianco · f6 pedone del nero · b5 pedone del nero · e5 pedone del nero · c4 pedone del nero · e4 donna del bianco · f4 pedone del nero · b2 re del nero · c2 alfiere del bianco · d2 pedone del bianco · h2 torre del bianco · e1 torre del bianco | d8 cavallo del nero · b7 pedone del nero · f7 pedone del nero · d6 re del bianco · f6 pedone del nero · b5 pedone del nero · e5 pedone del nero · c4 pedone del nero · e4 donna del bianco · f4 pedone del nero · b2 re del nero · c2 alfiere del bianco · d2 pedone del bianco · h2 torre del bianco · e1 torre del bianco | d8 cavallo del nero · b7 pedone del nero · f7 pedone del nero · d6 re del bianco · f6 pedone del nero · b5 pedone del nero · e5 pedone del nero · c4 pedone del nero · e4 donna del bianco · f4 pedone del nero · b2 re del nero · c2 alfiere del bianco · d2 pedone del bianco · h2 torre del bianco · e1 torre del bianco | d8 cavallo del nero · b7 pedone del nero · f7 pedone del nero · d6 re del bianco · f6 pedone del nero · b5 pedone del nero · e5 pedone del nero · c4 pedone del nero · e4 donna del bianco · f4 pedone del nero · b2 re del nero · c2 alfiere del bianco · d2 pedone del bianco · h2 torre del bianco · e1 torre del bianco | d8 cavallo del nero · b7 pedone del nero · f7 pedone del nero · d6 re del bianco · f6 pedone del nero · b5 pedone del nero · e5 pedone del nero · c4 pedone del nero · e4 donna del bianco · f4 pedone del nero · b2 re del nero · c2 alfiere del bianco · d2 pedone del bianco · h2 torre del bianco · e1 torre del bianco | d8 cavallo del nero · b7 pedone del nero · f7 pedone del nero · d6 re del bianco · f6 pedone del nero · b5 pedone del nero · e5 pedone del nero · c4 pedone del nero · e4 donna del bianco · f4 pedone del nero · b2 re del nero · c2 alfiere del bianco · d2 pedone del bianco · h2 torre del bianco · e1 torre del bianco | d8 cavallo del nero · b7 pedone del nero · f7 pedone del nero · d6 re del bianco · f6 pedone del nero · b5 pedone del nero · e5 pedone del nero · c4 pedone del nero · e4 donna del bianco · f4 pedone del nero · b2 re del nero · c2 alfiere del bianco · d2 pedone del bianco · h2 torre del bianco · e1 torre del bianco | 1 |
|   | a | b | c | d | e | f | g | h |   |

Soluzione:
1. Dh1!  (min. 2. Ta1 e 3. Db1#)
1... Rxc2  2. Df3 Rb2  3. d4#

1... c3  2. Dd5 Rxc2  3. d3#

1... b6  2. Tb1+ Rxc2  3. De4#

(2... Ra2/a3  3. Da8#)
|   | a | b | c | d | e | f | g | h |   |
| 8 | h8 re del bianco · c7 pedone del nero · a6 pedone del nero · c6 re del nero · d6 pedone del bianco · h6 torre del bianco · a5 pedone del nero · g5 donna del bianco · a4 cavallo del nero · e4 cavallo del bianco · a3 cavallo del bianco · c2 alfiere del nero · e1 alfiere del bianco · h1 alfiere del bianco | h8 re del bianco · c7 pedone del nero · a6 pedone del nero · c6 re del nero · d6 pedone del bianco · h6 torre del bianco · a5 pedone del nero · g5 donna del bianco · a4 cavallo del nero · e4 cavallo del bianco · a3 cavallo del bianco · c2 alfiere del nero · e1 alfiere del bianco · h1 alfiere del bianco | h8 re del bianco · c7 pedone del nero · a6 pedone del nero · c6 re del nero · d6 pedone del bianco · h6 torre del bianco · a5 pedone del nero · g5 donna del bianco · a4 cavallo del nero · e4 cavallo del bianco · a3 cavallo del bianco · c2 alfiere del nero · e1 alfiere del bianco · h1 alfiere del bianco | h8 re del bianco · c7 pedone del nero · a6 pedone del nero · c6 re del nero · d6 pedone del bianco · h6 torre del bianco · a5 pedone del nero · g5 donna del bianco · a4 cavallo del nero · e4 cavallo del bianco · a3 cavallo del bianco · c2 alfiere del nero · e1 alfiere del bianco · h1 alfiere del bianco | h8 re del bianco · c7 pedone del nero · a6 pedone del nero · c6 re del nero · d6 pedone del bianco · h6 torre del bianco · a5 pedone del nero · g5 donna del bianco · a4 cavallo del nero · e4 cavallo del bianco · a3 cavallo del bianco · c2 alfiere del nero · e1 alfiere del bianco · h1 alfiere del bianco | h8 re del bianco · c7 pedone del nero · a6 pedone del nero · c6 re del nero · d6 pedone del bianco · h6 torre del bianco · a5 pedone del nero · g5 donna del bianco · a4 cavallo del nero · e4 cavallo del bianco · a3 cavallo del bianco · c2 alfiere del nero · e1 alfiere del bianco · h1 alfiere del bianco | h8 re del bianco · c7 pedone del nero · a6 pedone del nero · c6 re del nero · d6 pedone del bianco · h6 torre del bianco · a5 pedone del nero · g5 donna del bianco · a4 cavallo del nero · e4 cavallo del bianco · a3 cavallo del bianco · c2 alfiere del nero · e1 alfiere del bianco · h1 alfiere del bianco | h8 re del bianco · c7 pedone del nero · a6 pedone del nero · c6 re del nero · d6 pedone del bianco · h6 torre del bianco · a5 pedone del nero · g5 donna del bianco · a4 cavallo del nero · e4 cavallo del bianco · a3 cavallo del bianco · c2 alfiere del nero · e1 alfiere del bianco · h1 alfiere del bianco | 8 |
| 7 | h8 re del bianco · c7 pedone del nero · a6 pedone del nero · c6 re del nero · d6 pedone del bianco · h6 torre del bianco · a5 pedone del nero · g5 donna del bianco · a4 cavallo del nero · e4 cavallo del bianco · a3 cavallo del bianco · c2 alfiere del nero · e1 alfiere del bianco · h1 alfiere del bianco | h8 re del bianco · c7 pedone del nero · a6 pedone del nero · c6 re del nero · d6 pedone del bianco · h6 torre del bianco · a5 pedone del nero · g5 donna del bianco · a4 cavallo del nero · e4 cavallo del bianco · a3 cavallo del bianco · c2 alfiere del nero · e1 alfiere del bianco · h1 alfiere del bianco | h8 re del bianco · c7 pedone del nero · a6 pedone del nero · c6 re del nero · d6 pedone del bianco · h6 torre del bianco · a5 pedone del nero · g5 donna del bianco · a4 cavallo del nero · e4 cavallo del bianco · a3 cavallo del bianco · c2 alfiere del nero · e1 alfiere del bianco · h1 alfiere del bianco | h8 re del bianco · c7 pedone del nero · a6 pedone del nero · c6 re del nero · d6 pedone del bianco · h6 torre del bianco · a5 pedone del nero · g5 donna del bianco · a4 cavallo del nero · e4 cavallo del bianco · a3 cavallo del bianco · c2 alfiere del nero · e1 alfiere del bianco · h1 alfiere del bianco | h8 re del bianco · c7 pedone del nero · a6 pedone del nero · c6 re del nero · d6 pedone del bianco · h6 torre del bianco · a5 pedone del nero · g5 donna del bianco · a4 cavallo del nero · e4 cavallo del bianco · a3 cavallo del bianco · c2 alfiere del nero · e1 alfiere del bianco · h1 alfiere del bianco | h8 re del bianco · c7 pedone del nero · a6 pedone del nero · c6 re del nero · d6 pedone del bianco · h6 torre del bianco · a5 pedone del nero · g5 donna del bianco · a4 cavallo del nero · e4 cavallo del bianco · a3 cavallo del bianco · c2 alfiere del nero · e1 alfiere del bianco · h1 alfiere del bianco | h8 re del bianco · c7 pedone del nero · a6 pedone del nero · c6 re del nero · d6 pedone del bianco · h6 torre del bianco · a5 pedone del nero · g5 donna del bianco · a4 cavallo del nero · e4 cavallo del bianco · a3 cavallo del bianco · c2 alfiere del nero · e1 alfiere del bianco · h1 alfiere del bianco | h8 re del bianco · c7 pedone del nero · a6 pedone del nero · c6 re del nero · d6 pedone del bianco · h6 torre del bianco · a5 pedone del nero · g5 donna del bianco · a4 cavallo del nero · e4 cavallo del bianco · a3 cavallo del bianco · c2 alfiere del nero · e1 alfiere del bianco · h1 alfiere del bianco | 7 |
| 6 | h8 re del bianco · c7 pedone del nero · a6 pedone del nero · c6 re del nero · d6 pedone del bianco · h6 torre del bianco · a5 pedone del nero · g5 donna del bianco · a4 cavallo del nero · e4 cavallo del bianco · a3 cavallo del bianco · c2 alfiere del nero · e1 alfiere del bianco · h1 alfiere del bianco | h8 re del bianco · c7 pedone del nero · a6 pedone del nero · c6 re del nero · d6 pedone del bianco · h6 torre del bianco · a5 pedone del nero · g5 donna del bianco · a4 cavallo del nero · e4 cavallo del bianco · a3 cavallo del bianco · c2 alfiere del nero · e1 alfiere del bianco · h1 alfiere del bianco | h8 re del bianco · c7 pedone del nero · a6 pedone del nero · c6 re del nero · d6 pedone del bianco · h6 torre del bianco · a5 pedone del nero · g5 donna del bianco · a4 cavallo del nero · e4 cavallo del bianco · a3 cavallo del bianco · c2 alfiere del nero · e1 alfiere del bianco · h1 alfiere del bianco | h8 re del bianco · c7 pedone del nero · a6 pedone del nero · c6 re del nero · d6 pedone del bianco · h6 torre del bianco · a5 pedone del nero · g5 donna del bianco · a4 cavallo del nero · e4 cavallo del bianco · a3 cavallo del bianco · c2 alfiere del nero · e1 alfiere del bianco · h1 alfiere del bianco | h8 re del bianco · c7 pedone del nero · a6 pedone del nero · c6 re del nero · d6 pedone del bianco · h6 torre del bianco · a5 pedone del nero · g5 donna del bianco · a4 cavallo del nero · e4 cavallo del bianco · a3 cavallo del bianco · c2 alfiere del nero · e1 alfiere del bianco · h1 alfiere del bianco | h8 re del bianco · c7 pedone del nero · a6 pedone del nero · c6 re del nero · d6 pedone del bianco · h6 torre del bianco · a5 pedone del nero · g5 donna del bianco · a4 cavallo del nero · e4 cavallo del bianco · a3 cavallo del bianco · c2 alfiere del nero · e1 alfiere del bianco · h1 alfiere del bianco | h8 re del bianco · c7 pedone del nero · a6 pedone del nero · c6 re del nero · d6 pedone del bianco · h6 torre del bianco · a5 pedone del nero · g5 donna del bianco · a4 cavallo del nero · e4 cavallo del bianco · a3 cavallo del bianco · c2 alfiere del nero · e1 alfiere del bianco · h1 alfiere del bianco | h8 re del bianco · c7 pedone del nero · a6 pedone del nero · c6 re del nero · d6 pedone del bianco · h6 torre del bianco · a5 pedone del nero · g5 donna del bianco · a4 cavallo del nero · e4 cavallo del bianco · a3 cavallo del bianco · c2 alfiere del nero · e1 alfiere del bianco · h1 alfiere del bianco | 6 |
| 5 | h8 re del bianco · c7 pedone del nero · a6 pedone del nero · c6 re del nero · d6 pedone del bianco · h6 torre del bianco · a5 pedone del nero · g5 donna del bianco · a4 cavallo del nero · e4 cavallo del bianco · a3 cavallo del bianco · c2 alfiere del nero · e1 alfiere del bianco · h1 alfiere del bianco | h8 re del bianco · c7 pedone del nero · a6 pedone del nero · c6 re del nero · d6 pedone del bianco · h6 torre del bianco · a5 pedone del nero · g5 donna del bianco · a4 cavallo del nero · e4 cavallo del bianco · a3 cavallo del bianco · c2 alfiere del nero · e1 alfiere del bianco · h1 alfiere del bianco | h8 re del bianco · c7 pedone del nero · a6 pedone del nero · c6 re del nero · d6 pedone del bianco · h6 torre del bianco · a5 pedone del nero · g5 donna del bianco · a4 cavallo del nero · e4 cavallo del bianco · a3 cavallo del bianco · c2 alfiere del nero · e1 alfiere del bianco · h1 alfiere del bianco | h8 re del bianco · c7 pedone del nero · a6 pedone del nero · c6 re del nero · d6 pedone del bianco · h6 torre del bianco · a5 pedone del nero · g5 donna del bianco · a4 cavallo del nero · e4 cavallo del bianco · a3 cavallo del bianco · c2 alfiere del nero · e1 alfiere del bianco · h1 alfiere del bianco | h8 re del bianco · c7 pedone del nero · a6 pedone del nero · c6 re del nero · d6 pedone del bianco · h6 torre del bianco · a5 pedone del nero · g5 donna del bianco · a4 cavallo del nero · e4 cavallo del bianco · a3 cavallo del bianco · c2 alfiere del nero · e1 alfiere del bianco · h1 alfiere del bianco | h8 re del bianco · c7 pedone del nero · a6 pedone del nero · c6 re del nero · d6 pedone del bianco · h6 torre del bianco · a5 pedone del nero · g5 donna del bianco · a4 cavallo del nero · e4 cavallo del bianco · a3 cavallo del bianco · c2 alfiere del nero · e1 alfiere del bianco · h1 alfiere del bianco | h8 re del bianco · c7 pedone del nero · a6 pedone del nero · c6 re del nero · d6 pedone del bianco · h6 torre del bianco · a5 pedone del nero · g5 donna del bianco · a4 cavallo del nero · e4 cavallo del bianco · a3 cavallo del bianco · c2 alfiere del nero · e1 alfiere del bianco · h1 alfiere del bianco | h8 re del bianco · c7 pedone del nero · a6 pedone del nero · c6 re del nero · d6 pedone del bianco · h6 torre del bianco · a5 pedone del nero · g5 donna del bianco · a4 cavallo del nero · e4 cavallo del bianco · a3 cavallo del bianco · c2 alfiere del nero · e1 alfiere del bianco · h1 alfiere del bianco | 5 |
| 4 | h8 re del bianco · c7 pedone del nero · a6 pedone del nero · c6 re del nero · d6 pedone del bianco · h6 torre del bianco · a5 pedone del nero · g5 donna del bianco · a4 cavallo del nero · e4 cavallo del bianco · a3 cavallo del bianco · c2 alfiere del nero · e1 alfiere del bianco · h1 alfiere del bianco | h8 re del bianco · c7 pedone del nero · a6 pedone del nero · c6 re del nero · d6 pedone del bianco · h6 torre del bianco · a5 pedone del nero · g5 donna del bianco · a4 cavallo del nero · e4 cavallo del bianco · a3 cavallo del bianco · c2 alfiere del nero · e1 alfiere del bianco · h1 alfiere del bianco | h8 re del bianco · c7 pedone del nero · a6 pedone del nero · c6 re del nero · d6 pedone del bianco · h6 torre del bianco · a5 pedone del nero · g5 donna del bianco · a4 cavallo del nero · e4 cavallo del bianco · a3 cavallo del bianco · c2 alfiere del nero · e1 alfiere del bianco · h1 alfiere del bianco | h8 re del bianco · c7 pedone del nero · a6 pedone del nero · c6 re del nero · d6 pedone del bianco · h6 torre del bianco · a5 pedone del nero · g5 donna del bianco · a4 cavallo del nero · e4 cavallo del bianco · a3 cavallo del bianco · c2 alfiere del nero · e1 alfiere del bianco · h1 alfiere del bianco | h8 re del bianco · c7 pedone del nero · a6 pedone del nero · c6 re del nero · d6 pedone del bianco · h6 torre del bianco · a5 pedone del nero · g5 donna del bianco · a4 cavallo del nero · e4 cavallo del bianco · a3 cavallo del bianco · c2 alfiere del nero · e1 alfiere del bianco · h1 alfiere del bianco | h8 re del bianco · c7 pedone del nero · a6 pedone del nero · c6 re del nero · d6 pedone del bianco · h6 torre del bianco · a5 pedone del nero · g5 donna del bianco · a4 cavallo del nero · e4 cavallo del bianco · a3 cavallo del bianco · c2 alfiere del nero · e1 alfiere del bianco · h1 alfiere del bianco | h8 re del bianco · c7 pedone del nero · a6 pedone del nero · c6 re del nero · d6 pedone del bianco · h6 torre del bianco · a5 pedone del nero · g5 donna del bianco · a4 cavallo del nero · e4 cavallo del bianco · a3 cavallo del bianco · c2 alfiere del nero · e1 alfiere del bianco · h1 alfiere del bianco | h8 re del bianco · c7 pedone del nero · a6 pedone del nero · c6 re del nero · d6 pedone del bianco · h6 torre del bianco · a5 pedone del nero · g5 donna del bianco · a4 cavallo del nero · e4 cavallo del bianco · a3 cavallo del bianco · c2 alfiere del nero · e1 alfiere del bianco · h1 alfiere del bianco | 4 |
| 3 | h8 re del bianco · c7 pedone del nero · a6 pedone del nero · c6 re del nero · d6 pedone del bianco · h6 torre del bianco · a5 pedone del nero · g5 donna del bianco · a4 cavallo del nero · e4 cavallo del bianco · a3 cavallo del bianco · c2 alfiere del nero · e1 alfiere del bianco · h1 alfiere del bianco | h8 re del bianco · c7 pedone del nero · a6 pedone del nero · c6 re del nero · d6 pedone del bianco · h6 torre del bianco · a5 pedone del nero · g5 donna del bianco · a4 cavallo del nero · e4 cavallo del bianco · a3 cavallo del bianco · c2 alfiere del nero · e1 alfiere del bianco · h1 alfiere del bianco | h8 re del bianco · c7 pedone del nero · a6 pedone del nero · c6 re del nero · d6 pedone del bianco · h6 torre del bianco · a5 pedone del nero · g5 donna del bianco · a4 cavallo del nero · e4 cavallo del bianco · a3 cavallo del bianco · c2 alfiere del nero · e1 alfiere del bianco · h1 alfiere del bianco | h8 re del bianco · c7 pedone del nero · a6 pedone del nero · c6 re del nero · d6 pedone del bianco · h6 torre del bianco · a5 pedone del nero · g5 donna del bianco · a4 cavallo del nero · e4 cavallo del bianco · a3 cavallo del bianco · c2 alfiere del nero · e1 alfiere del bianco · h1 alfiere del bianco | h8 re del bianco · c7 pedone del nero · a6 pedone del nero · c6 re del nero · d6 pedone del bianco · h6 torre del bianco · a5 pedone del nero · g5 donna del bianco · a4 cavallo del nero · e4 cavallo del bianco · a3 cavallo del bianco · c2 alfiere del nero · e1 alfiere del bianco · h1 alfiere del bianco | h8 re del bianco · c7 pedone del nero · a6 pedone del nero · c6 re del nero · d6 pedone del bianco · h6 torre del bianco · a5 pedone del nero · g5 donna del bianco · a4 cavallo del nero · e4 cavallo del bianco · a3 cavallo del bianco · c2 alfiere del nero · e1 alfiere del bianco · h1 alfiere del bianco | h8 re del bianco · c7 pedone del nero · a6 pedone del nero · c6 re del nero · d6 pedone del bianco · h6 torre del bianco · a5 pedone del nero · g5 donna del bianco · a4 cavallo del nero · e4 cavallo del bianco · a3 cavallo del bianco · c2 alfiere del nero · e1 alfiere del bianco · h1 alfiere del bianco | h8 re del bianco · c7 pedone del nero · a6 pedone del nero · c6 re del nero · d6 pedone del bianco · h6 torre del bianco · a5 pedone del nero · g5 donna del bianco · a4 cavallo del nero · e4 cavallo del bianco · a3 cavallo del bianco · c2 alfiere del nero · e1 alfiere del bianco · h1 alfiere del bianco | 3 |
| 2 | h8 re del bianco · c7 pedone del nero · a6 pedone del nero · c6 re del nero · d6 pedone del bianco · h6 torre del bianco · a5 pedone del nero · g5 donna del bianco · a4 cavallo del nero · e4 cavallo del bianco · a3 cavallo del bianco · c2 alfiere del nero · e1 alfiere del bianco · h1 alfiere del bianco | h8 re del bianco · c7 pedone del nero · a6 pedone del nero · c6 re del nero · d6 pedone del bianco · h6 torre del bianco · a5 pedone del nero · g5 donna del bianco · a4 cavallo del nero · e4 cavallo del bianco · a3 cavallo del bianco · c2 alfiere del nero · e1 alfiere del bianco · h1 alfiere del bianco | h8 re del bianco · c7 pedone del nero · a6 pedone del nero · c6 re del nero · d6 pedone del bianco · h6 torre del bianco · a5 pedone del nero · g5 donna del bianco · a4 cavallo del nero · e4 cavallo del bianco · a3 cavallo del bianco · c2 alfiere del nero · e1 alfiere del bianco · h1 alfiere del bianco | h8 re del bianco · c7 pedone del nero · a6 pedone del nero · c6 re del nero · d6 pedone del bianco · h6 torre del bianco · a5 pedone del nero · g5 donna del bianco · a4 cavallo del nero · e4 cavallo del bianco · a3 cavallo del bianco · c2 alfiere del nero · e1 alfiere del bianco · h1 alfiere del bianco | h8 re del bianco · c7 pedone del nero · a6 pedone del nero · c6 re del nero · d6 pedone del bianco · h6 torre del bianco · a5 pedone del nero · g5 donna del bianco · a4 cavallo del nero · e4 cavallo del bianco · a3 cavallo del bianco · c2 alfiere del nero · e1 alfiere del bianco · h1 alfiere del bianco | h8 re del bianco · c7 pedone del nero · a6 pedone del nero · c6 re del nero · d6 pedone del bianco · h6 torre del bianco · a5 pedone del nero · g5 donna del bianco · a4 cavallo del nero · e4 cavallo del bianco · a3 cavallo del bianco · c2 alfiere del nero · e1 alfiere del bianco · h1 alfiere del bianco | h8 re del bianco · c7 pedone del nero · a6 pedone del nero · c6 re del nero · d6 pedone del bianco · h6 torre del bianco · a5 pedone del nero · g5 donna del bianco · a4 cavallo del nero · e4 cavallo del bianco · a3 cavallo del bianco · c2 alfiere del nero · e1 alfiere del bianco · h1 alfiere del bianco | h8 re del bianco · c7 pedone del nero · a6 pedone del nero · c6 re del nero · d6 pedone del bianco · h6 torre del bianco · a5 pedone del nero · g5 donna del bianco · a4 cavallo del nero · e4 cavallo del bianco · a3 cavallo del bianco · c2 alfiere del nero · e1 alfiere del bianco · h1 alfiere del bianco | 2 |
| 1 | h8 re del bianco · c7 pedone del nero · a6 pedone del nero · c6 re del nero · d6 pedone del bianco · h6 torre del bianco · a5 pedone del nero · g5 donna del bianco · a4 cavallo del nero · e4 cavallo del bianco · a3 cavallo del bianco · c2 alfiere del nero · e1 alfiere del bianco · h1 alfiere del bianco | h8 re del bianco · c7 pedone del nero · a6 pedone del nero · c6 re del nero · d6 pedone del bianco · h6 torre del bianco · a5 pedone del nero · g5 donna del bianco · a4 cavallo del nero · e4 cavallo del bianco · a3 cavallo del bianco · c2 alfiere del nero · e1 alfiere del bianco · h1 alfiere del bianco | h8 re del bianco · c7 pedone del nero · a6 pedone del nero · c6 re del nero · d6 pedone del bianco · h6 torre del bianco · a5 pedone del nero · g5 donna del bianco · a4 cavallo del nero · e4 cavallo del bianco · a3 cavallo del bianco · c2 alfiere del nero · e1 alfiere del bianco · h1 alfiere del bianco | h8 re del bianco · c7 pedone del nero · a6 pedone del nero · c6 re del nero · d6 pedone del bianco · h6 torre del bianco · a5 pedone del nero · g5 donna del bianco · a4 cavallo del nero · e4 cavallo del bianco · a3 cavallo del bianco · c2 alfiere del nero · e1 alfiere del bianco · h1 alfiere del bianco | h8 re del bianco · c7 pedone del nero · a6 pedone del nero · c6 re del nero · d6 pedone del bianco · h6 torre del bianco · a5 pedone del nero · g5 donna del bianco · a4 cavallo del nero · e4 cavallo del bianco · a3 cavallo del bianco · c2 alfiere del nero · e1 alfiere del bianco · h1 alfiere del bianco | h8 re del bianco · c7 pedone del nero · a6 pedone del nero · c6 re del nero · d6 pedone del bianco · h6 torre del bianco · a5 pedone del nero · g5 donna del bianco · a4 cavallo del nero · e4 cavallo del bianco · a3 cavallo del bianco · c2 alfiere del nero · e1 alfiere del bianco · h1 alfiere del bianco | h8 re del bianco · c7 pedone del nero · a6 pedone del nero · c6 re del nero · d6 pedone del bianco · h6 torre del bianco · a5 pedone del nero · g5 donna del bianco · a4 cavallo del nero · e4 cavallo del bianco · a3 cavallo del bianco · c2 alfiere del nero · e1 alfiere del bianco · h1 alfiere del bianco | h8 re del bianco · c7 pedone del nero · a6 pedone del nero · c6 re del nero · d6 pedone del bianco · h6 torre del bianco · a5 pedone del nero · g5 donna del bianco · a4 cavallo del nero · e4 cavallo del bianco · a3 cavallo del bianco · c2 alfiere del nero · e1 alfiere del bianco · h1 alfiere del bianco | 1 |
|   | a | b | c | d | e | f | g | h |   |

Soluzione:
1. Dg7!  (zugzwang)
1... Ab1  2. Cc3+ Ae4  3. Dxc7#

(2... Rc5  3. Cxa4#)
1... Ad1  2. Cf6+ Af3  3. Dxc7#

(2... Rxd6  3. Cd7#)
1... Axe4  2. Axe4+ Rc5  3. Dg1#